# Walter Dieminger
Walter E. Dieminger (* 7. Juli 1907 in Würzburg; † 29. September 2000 in Northeim) war ein deutscher Geophysiker und Hochfrequenztechniker. Außerdem war er ein Pionier der deutschen Bewegung der Funkamateure.

## Leben
Nach dem Abitur begann Walter Dieminger 1926 das Studium der technischen Physik an der Technischen Hochschule München, das er dort 1931 mit dem Diplom abschloss. Unter Anleitung von Jonathan Zenneck promovierte er 1935 mit einer Arbeit Über den Zusammenhang zwischen dem Zustand der Ionosphäre und der Ausbreitung elektromagnetischer Wellen zum Dr. rer. tech.
Mit etwa 20 Jahren wandte er sich auch im Privaten der Funkübertragung zu. Er hatte die Amateurfunkrufzeichen „EK4UAB“ (1926), „D4UAB“ (1929), „D2ds“ (1935) und „DL6DS“ (nach 1949). Er war Mitbegründer der organisierten Amateurfunkbewegung in Deutschland.
Ab 1934 leitete er die „Sondergruppe Funk“ bei der Erprobungsstelle der Luftwaffe in Rechlin und entwickelte und erprobte dort Funknavigationsverfahren. 1937 legte er die Staatsprüfung zum Flugbaumeister ab und erwarb verschiedene Fluglizenzen. 1942 wurde Dieminger Direktor der Zentralstelle für Funkberatung, deren Hauptsitz 1943 nach Leobersdorf bei Wien verlagert wurde. Ihre nach dem von Karl Rawer erfundenen Code berechneten Vorhersagen wurden für den erfolgreichen militärischen Einsatz der Kurzwelle wichtig. 1944 wurde Dieminger kommissarischer Leiter des von Karl-Otto Kiepenheuer in Freiburg gegründeten Fraunhofer-Instituts. Die Zentralstelle siedelte im Zuge der militärischen Entwicklung  Anfang 1945 nach Ried im Innkreis um.
Nach Kriegsende begutachteten britische, französische und US-amerikanische Fachleute von der Field Intelligence Agency (Technical Branch) die Arbeiten der Gruppe und in großzügiger Interpretation einer Anweisung  des Nobelpreisträgers Sir Edward Appleton organisierte dessen Mitarbeiter William Roy Piggott im März 1946 eigenmächtig die Umsiedelung der wichtigsten Gerätschaften und einiger Mitarbeiter mit Familien in die britische Besatzungszone nach Lindau am Harz.
Dieminger erreichte 1946 die Angliederung des Instituts an die Kaiser-Wilhelm-Gesellschaft und 1951 die Aufnahme in die Max-Planck-Gesellschaft. Diemingers Institut in der Max-Planck-Gesellschaft hieß zunächst „Institut für Ionosphärenforschung in der Verwaltung der MPG“, nach 1956, nach der Zusammenführung mit Erich Regeners Max-Planck-Institut für Physik der Stratosphäre dann „MPI für Physik der Stratosphäre und der Ionosphäre“ und seit 1958 Max-Planck-Institut für Aeronomie. Im Juli 2004 wurde das Institut in Max-Planck-Institut für Sonnensystemforschung umbenannt.
Dieminger wurde 1948 an der Universität Göttingen habilitiert und 1954 zum außerplanmäßigen Professor ernannt. Er verfasste 120 wissenschaftliche Veröffentlichungen und war 1961 bis 1988 Herausgeber der Zeitschrift für Geophysik. Dieminger war Mitglied in diversen internationalen angesehenen Akademien (so etwa der Leopoldina seit 1968 und der Braunschweigischen Wissenschaftlichen Gesellschaft seit 1972), er erhielt 1972 das Bundesverdienstkreuz am Bande und war Ehrenbürger von Lindau.